# Concílio de Hertford
O chamado Concílio de Hertford foi, na realidade, um sínodo da Igreja cristã na Inglaterra, realizado em 673, convocado pelo Arcebispo da Cantuária Teodoro de Tarso, na cidade de Herford.
Ele é considerado como o ponto que marcou definitivamente a província da Cantuária, como a unidade da Igreja cristã na Britânia, e a organização desta como tal para os bispos ingleses.
Além de Teodoro, havia quatro outros bispos presentes: Leutério, Putta de Rochester, Bifo da Ânglia Oriental e Vinfrido de Mércia. Um quinto bispo, Vilfrido de Nortúmbria, enviou representantes, diante da impossibilidade de comparecer. Algumas mudanças organizacionais foram acordadas, incluindo a subdivisão da Mércia.
O Conselho confirmou a adoção do rito católico romano, e suas práticas, abolindo o celta (ver sínodo de Whitby), e decidiu contra o divórcio na maioria dos casos.